# Мартино ди Бартоломео
Мартѝно ди Бартоломèо (на италиански: Martino di Bartolomeo; ок. 1370/1375, † ок. 1434) е италиански художник от Сиенската школа, работил в Сиена в периода 1389 – 1435 г.

## Биография и творчество
Мартино ди Бартоломео се отнася към тези универсални сиенски художници, които могат да създадат разнообразна художествена продукция: и фрески, и кавалетна картина, и книжна миниатюра. Той е считан за последния художник, който в първата половина на XV век продължава да работи с маниера на XIV век. Вероятно не бърза да се избави от традицията на златния век на Сиенската школа, за да я смени с новата Тосканска школа.
Съдейки по неговите ранни произведения, Мартино се обучава в работилницата на Тадео ди Бартоло. През 1389 г. неговото име се появява в списъка на Гилдията на сиенските художници. Първото известно крупно произведение на Мартино ди Бартоломео са фреските по Стария и Новия завет, които през 1398 г. изписва в Оратория „Сан Джовани Батиста“ в Кашина край Пиза. Фреските достатъчно подробно излагат библейските истории и са създадени така, че бедняците от този малък град да научат съдържанието на Свещеното писание.
Архивните документи съобщават, че Мартино ди Бартоломео често изпълнява поръчки заедно с други художници. В Сиена той е известен и уважаван човек, и е в добри отношения с много свои колеги. За това свидетелстват както поръчките, които той получава – фрескови цикли в Сиенската катедрала и Палацо Публико, така и документираните факти за отношенията му с Якопо дела Куерча.
Има поредица изработени от него подови мозайкови тондо, изобразяващи кардиналните добродетели в Сиенската катедрала.
- Справедливост
- Сила
- Умереност
- Благоразумие

Запазени са малко негови произведения.